# Exochus muscanus
Exochus muscanus là một loài tò vò trong họ Ichneumonidae.